# مبدر الفرعون
مبدر الفرعون (1870 - 1918) هو شيخ قبيلة آل فتلة الذي قاد تمردًا ضد الإمبراطورية العثمانية عام 1913. وتصفه السجلات البريطانية بأنه كان "أحد أشهر الرجال على الفرات" في العقد الأول من القرن العشرين.

## سيرة شخصية
خلال فترة زعامته، عيّنه العثمانيون كضابط مخابرات غير رسمي، ولفترة قصيرة في الشامية في مجلس الولاية.

### اسمه
مبدر بن فرعون بن ياقوت بن عبود بن شبيب بن إبراهيم بن أدليهم بن مطلب بن حمد بن حسون بن زلغف بن ناصر (نخوة آل فتلة: أولاد ناصر) بن هذال الفتلاوي البكيلي الحميري.

### ثورة الفرات 1913
في عام 1913، ألقى مبدر خطابًا أمام تجمع عشائري في الديوانية، قال فيه: